# Monadnock Building
Le Monadnock Building, parfois connu sous le nom de Monadnock Block, est un bâtiment historique de la ville de Chicago, dans l'État de l'Illinois, aux États-Unis. D'une hauteur de 65,75 mètres pour 17 étages, le Monadnock Building est situé au 53 West Jackson Boulevard dans le district historique de Printing House Row District (en forme longue « Printing House Row Historic District »), dans le secteur financier du Loop (Downtown Chicago). À proximité immédiate se trouvent la Harold Washington Library (à l'est) et Federal Plaza (au nord) qui comprend le Dirksen Federal Building et le Kluczynski Federal Building, deux bâtiments gouvernementaux modernes conçus par l'architecte allemand Ludwig Mies van der Rohe.
Dans la moitié nord les murs de maçonnerie ont 2 mètres d'épaisseur à la base et diminuent de largeur à chaque étage, tandis que dans la moitié sud les murs à armature métallique sont beaucoup moins larges et les étages plus uniformes. Il s'est enfoncé de 1,50 m en un siècle[réf. nécessaire].
La moitié nord du bâtiment a été réalisée par Daniel Burnham et John Wellborn Root en 1889-1891, ; la moitié sud par Holabird & Roche en 1891-1893. C'est actuellement le plus ancien gratte-ciel (les Home Insurance Building et Montauk Building ayants été démolis) et l'un des plus anciens bâtiments encore existant à Chicago à utiliser une ossature en acier avec le Ludington Building (1892) et le Reliance Building (1895).
À son achèvement, de nombreuses critiques qualifiaient le bâtiment de trop massif et manquant d'originalité. D'autres trouvèrent dans son absence d'ornement et de décoration le prolongement naturel de son objectif commercial et une expression de l'architecture commerciale moderne. Les architectes européens du début du XXe siècle se sont inspirés de l'attention portée à l'objectif et à l'expression fonctionnelle du bâtiment.
Le Monadnock Building a été ajouté sur le Registre national des lieux historiques (National Register of Historic Places ; NRHP) le 20 novembre 1970[réf. incomplète] par le National Park Service, et désigné comme faisant partie du district historique de South Dearborn Street - Printing House Row North en 1976[réf. incomplète]. Il a également été classé sur la liste des monuments historiques de la ville (Chicago Landmark) le 14 novembre 1973, par la Commission on Chicago Landmarks avec l'approbation du conseil municipal de Chicago. Les critiques contemporaines le qualifie de « classique », de « triomphe de la conception unifiée » et de « l'une des expériences esthétiques les plus passionnantes produites par l'architecture commerciale américaine ».

## Histoire

### Période 1889-1891

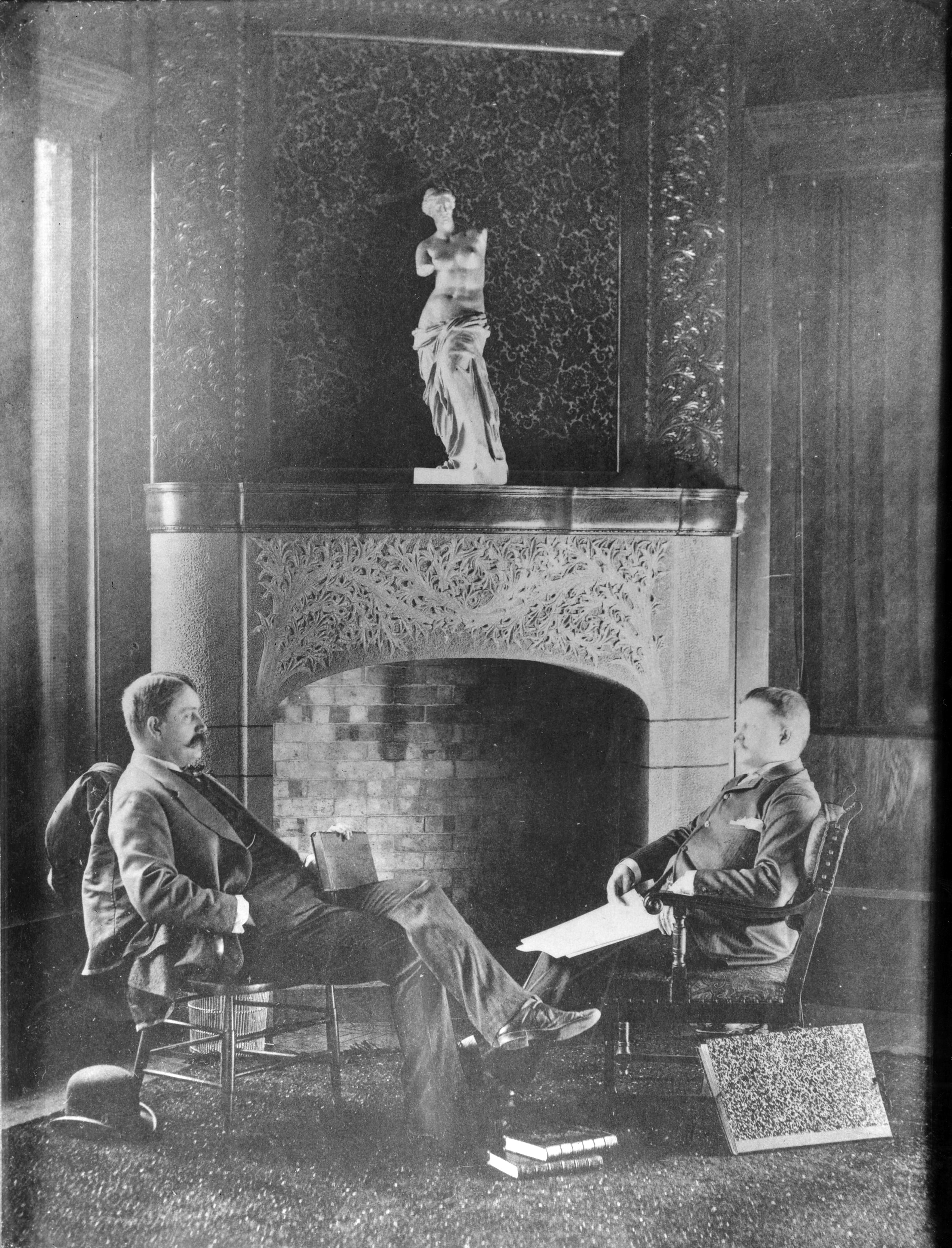
Daniel Burnham et John Wellborn Root en 1890.

Construit entre 1889 et 1891 par Daniel Burnham (l'architecte du Symphony Center et du Peoples Gas Building) et son associé John Wellborn Root (l'architecte du Reliance Building et du Masonic Temple Building), ce bâtiment de 16 étages situé dans le centre de Chicago figure parmi les premiers grands bâtiments de l'École d'architecture de Chicago.
Le Monadnock Building est soutenu par une base massive en granite au niveau de la rue, qui supporte tout le poids de l'édifice ; la construction à ossature métallique qui a suivi a rendu inutile cette fondation en pierre. À cette époque, l'ossature en acier reste une solution expérimentale. Le Monadnock Building est le plus haut gratte-ciel de Chicago à être construit avec une structure porteuse entièrement composée de matériaux comme la brique et la terre cuite (d'une épaisseur de 2 mètres au niveau de la base du bâtiment). Sa façade se distingue de la plupart des autres bâtiments de l'École de Chicago en raison de son absence d'ornements, ce qui en fait une curiosité et un phénomène architectural à l'époque de sa construction.
Daniel Burnham et John Wellborn Root se rencontrent à Chicago en 1872 lorsqu'ils sont de jeunes dessinateurs pour le cabinet d'architectes Carter, Drake et Wight. Ils quittent le cabinet l'année suivante pour former leur propre firme d'architectes : Burnham & Root Co. Ils deviennent les architectes de prédilection de la famille Brooks pour laquelle ils réalisent certains des premiers gratte-ciel de Chicago, le Montauk Building (1883) et le Rookery Building (1888).
Le Monadnock Building est commandé par Peter et Shepherd Brooks, deux promoteurs immobiliers originaires de Boston, lors du boom de la construction qui suit la grande dépression de 1873-1879. La famille Brooks, qui amasse une fortune dans le secteur de l'assurance maritime et dans les investissements immobiliers à Chicago depuis 1863, a retenu les services d'Owen F. Aldis, gestionnaire immobilier de Chicago, pour diriger la construction du Grannis Block, un immeuble de sept étages situé sur Dearborn Street. À cette période, l'architecte Louis Sullivan crédite Owen F. Aldis comme étant « l'homme responsable de la résurgence des bureaux modernes à Chicago ». En effet, Aldis a convaincu de nombreux investisseurs, dont les frères Brooks, de construire de nouveaux bâtiments de grande hauteur à Chicago. À la fin du siècle, Aldis crée près de 100 000 m2 de nouveaux espaces de bureaux et gère près d'un cinquième des espaces de bureaux dans le secteur financier du Loop,,.

### Période 1891-1893

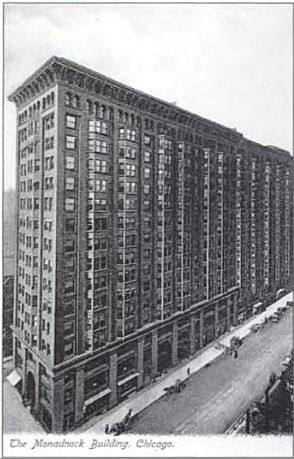
Le Monadnock Building en 1895.

Encouragé par le succès précoce du bâtiment, Shepherd Brooks achète un terrain adjacent au sud en 1893 pour 360 000 dollars (10,9 millions de dollars en 2021). Aldis recommande Holabird & Roche (firme d'architectes connue pour avoir conçu le Pontiac Building pour Peter Brooks en 1891) pour étendre le Monadnock au sud jusqu'à Van Buren Street. William Holabird et Martin Roche ont suivi leur formation ensemble dans le bureau de l'architecte William Le Baron Jenney et, en 1881, ils créent leur propre cabinet, qui devient l'un des plus prolifiques de la ville et le chef de file reconnu de l'École d'architecture de Chicago.
La construction de la moitié nord du bâtiment ayant connu des dépassements budgétaires, Holabird & Roche proposent aux investisseurs un projet beaucoup plus rentable. Le plan de construction stipule de créer une extension de la moitié nord du bâtiment en un seul bloc structurel pour un coût estimé à 800 000 dollars (24,1 millions de dollars en 2021). La construction commence en 1892 sous la supervision de Corydon T. Purdy (qui sera plus tard reconnu comme l'ingénieur structurel de plusieurs gratte-ciel notables comme par exemple la Metropolitan Life Tower à New York ou encore le Reliance Building à Chicago).
L'extension, haute de 17 étages, a conservé la couleur et le profil du bâtiment original, cependant, à l'instar des bâtiments de Chicago construits durant cette période, elle comprend plus d'ornements dans sa conception avec des entrées plus grandes et des touches plus néo-classiques. La façade en brique et en terre cuite de la partie sud n'a pas à supporter le poids du bâtiment car elle repose sur un cadre métallique rigide qui réparti les charges à travers la structure de l'édifice. Le Monadnock Building reflète dans sa conception la transition des murs porteurs à l'ossature métallique dans les nouvelles méthodes de construction des gratte-ciel.

## Architecture

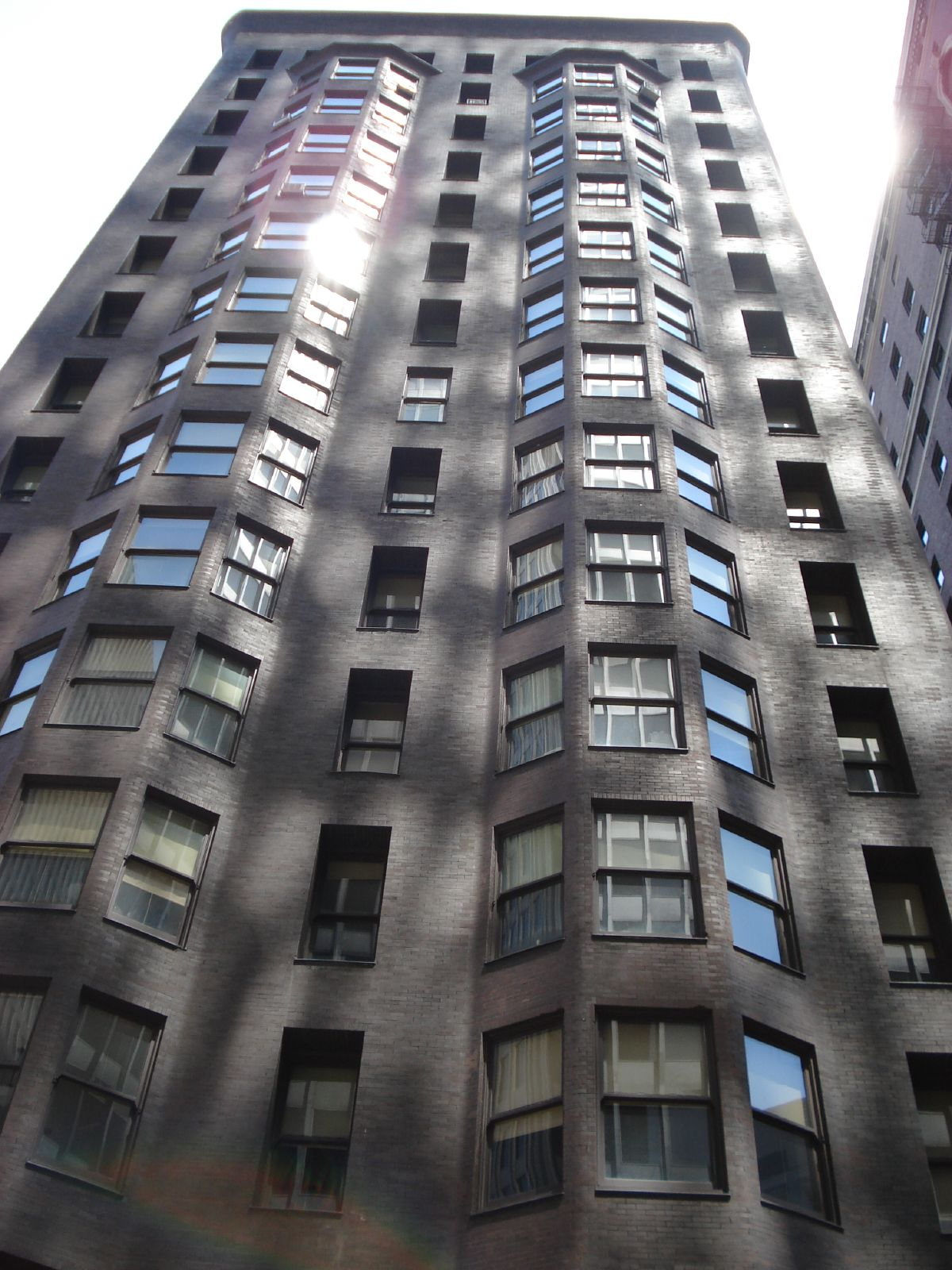
Le bâtiment vu de profil côté sud avec ses fenêtres arquées.

Le Monadnock Building fait partie du district historique de Printing House Row District (l'un des quartiers historiques les plus prestigieux du centre de Chicago), qui comprend également le Fisher Building, le Manhattan Building et le Old Colony Building. En 1938, le bâtiment subit l'une des premières grandes rénovations de gratte-ciel jamais entreprises à Chicago. Cette initiative fut un moyen de révolutionner la façon dont l'entretien des bâtiments est effectué afin de sauver de la démolition les gratte-ciel vieillissants de Chicago.
Le bâtiment est vendu en 1979 à des investisseurs qui le restaurent au cours de l'année 1992 dans son état d'origine, dans le cadre de l'une des restaurations de gratte-ciel les plus complètes jamais entreprises. En 1987, les travaux du Monadnock Building sont reconnus par le National Trust for Historic Preservation comme l'un des meilleurs exemples de restauration de bâtiments historiques aux États-Unis.
Depuis la rénovation du bâtiment, la taille des bureaux varie considérablement allant de 23 m2 à 560 m2 de surface. Les quelque 300 locataires qui occupent le Monadnock Building sont principalement des cabinets professionnels indépendants et des entrepreneurs,,. En 2007, le bâtiment a été mis en vente pour 60 millions de dollars[réf. incomplète]. En 2008, un accord provisoire a été conclu pour la somme de 48 millions de dollars. La même année, 98,9 % des bureaux et locaux sont loués. Les loyers varient entre 226 et 247 dollars le mètre carré.

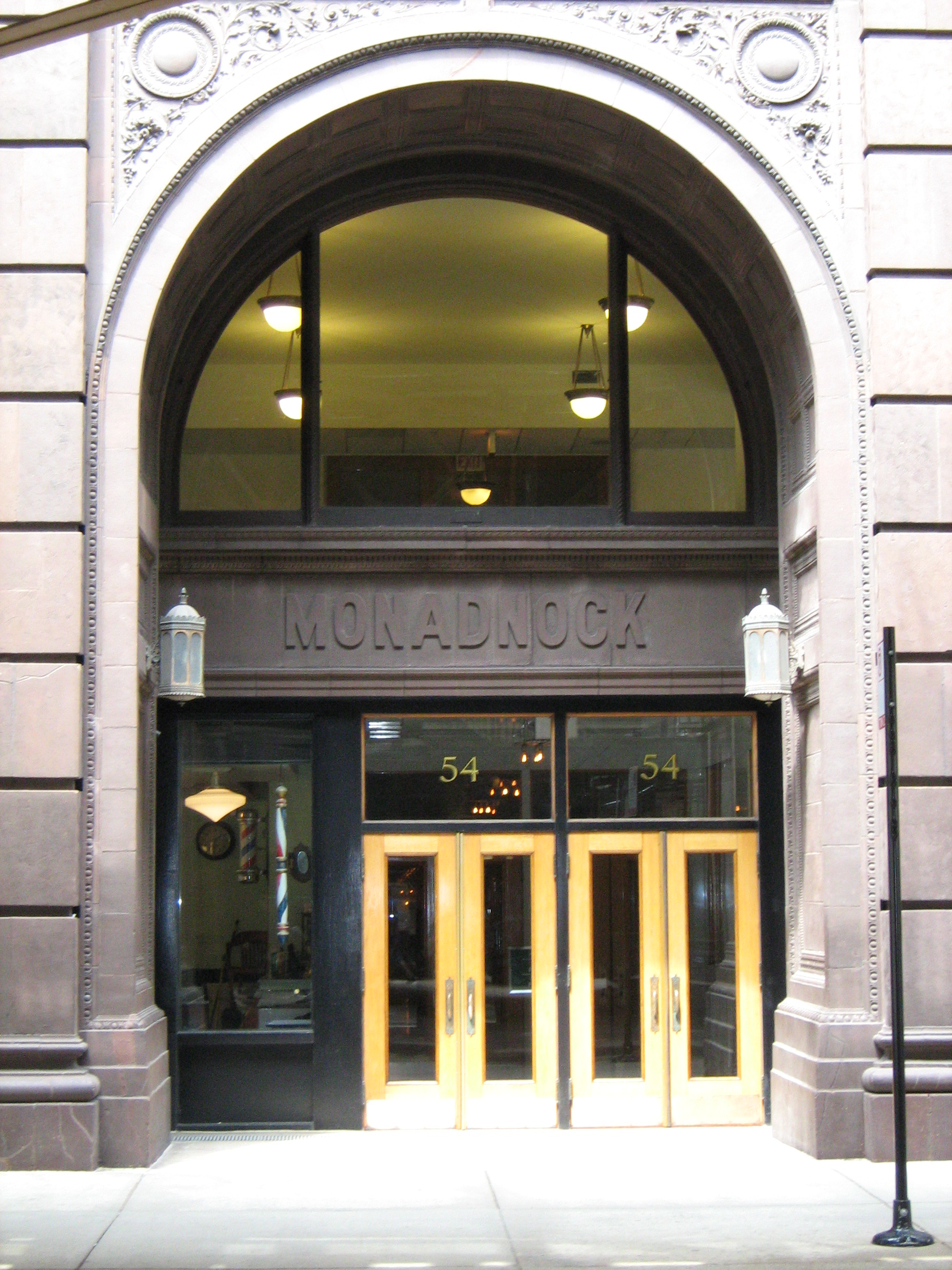
Entrée sud du bâtiment.

La moitié nord est une masse verticale non ornementée en briques brun violet, s'évasant légèrement à la base et au sommet, avec des fenêtres arquées verticales en saillie typiques du style et des méthodes entreprises par l'École de Chicago. La moitié sud est divisée verticalement par des briques à la base et s'élève jusqu'à une grande corniche en cuivre sur le toit. Les fenêtres arquées en saillie dans les deux moitiés permettent de grandes expositions de verre, donnant au bâtiment une apparence ouverte malgré sa masse.
En 1966, la société Aldis & Co, qui avait géré l'immeuble pour la succession Brooks pendant 75 ans, a été dissoute et le Monadnock a été vendu pour 2 millions de dollars (16,7 millions de dollars en 2021) à la société Sudler & Co. Les nouveaux propriétaires ont à nouveau entrepris des travaux de rénovation à l'intérieur, en installant de la moquette, des lampes fluorescentes et de nouvelles portes, et ont entrepris de consolider le mur nord qui s'était enfoncé de 44 mm pendant la construction du Kluczynski Federal Building de l'autre côté de Jackson Street en 1974.
En 1977, les dépenses liées à l'exploitation du bâtiment sont élevées, les loyers sont bas et le taux d'occupation de l'immeuble est tombé à 80 %. Ayant du mal à rembourser les prêts, les propriétaires sont contraints de vendre le Monadnock Building pour éviter la saisie. Il est racheté par un partenariat dirigé par William S. Donnell en 1979 pour 53,82 dollars le mètre carré (soit environ 2 millions de dollars ; 7,47 millions de dollars en 2021).

## Réception et postérité

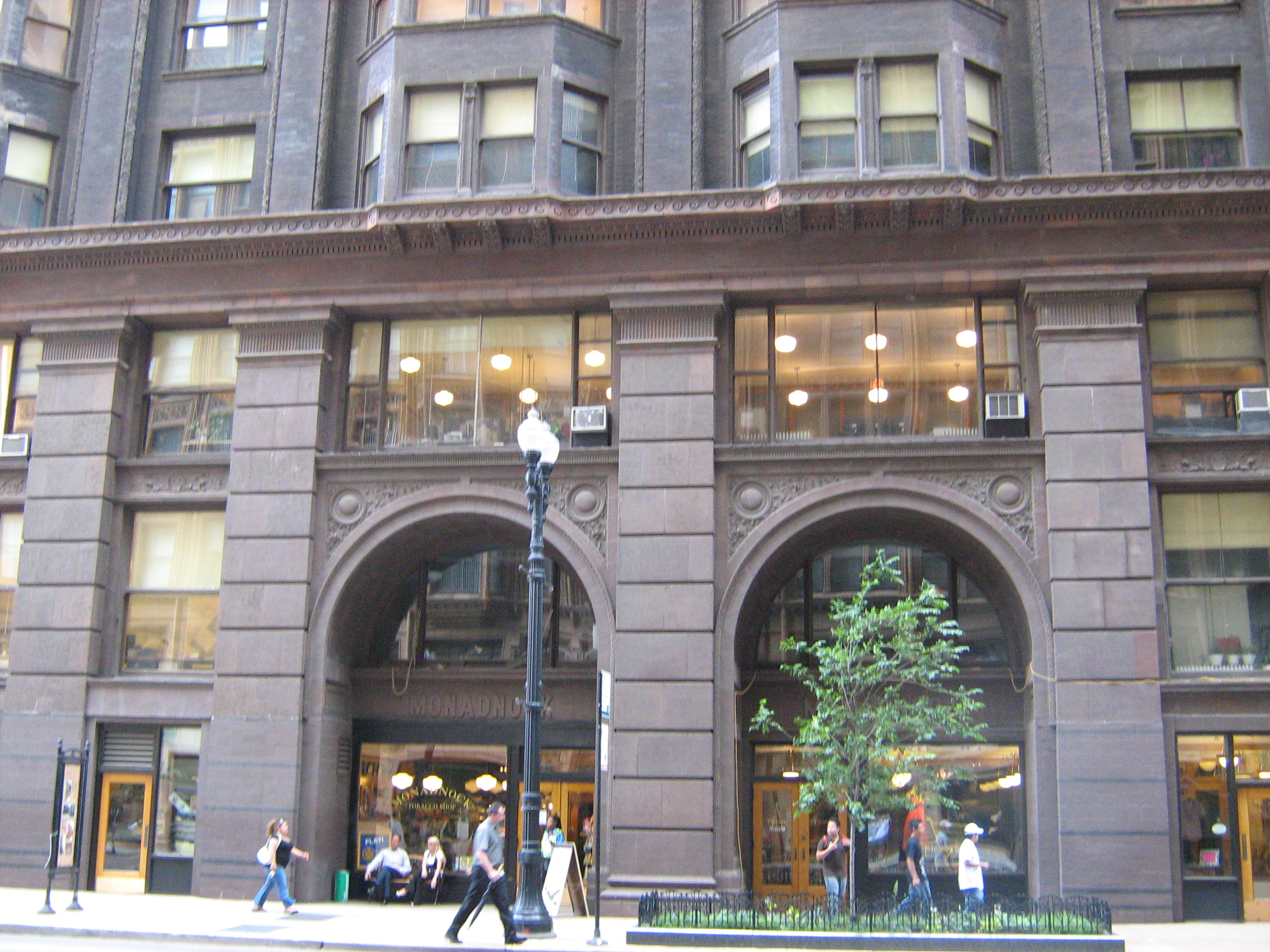
Rez-de-chaussée, côté Dearborn St.

Le Monadnock Building a fait l'objet de nombreux éloges de la part des architectes allemands du début du XXe siècle, dont Ludwig Mies van der Rohe, qui, à son arrivée à Chicago en 1938, a déclaré : « Le bloc Monadnock est d'une telle vigueur et d'une telle force que je suis à la fois fier et heureux d'y élire domicile ».
Ludwig Hilberseimer, un autre architecte allemand du Bauhaus, a écrit que « la fausse solution - malheureusement trop courante - consistant à appliquer des ornements sans signification et mal placés est ici instinctivement évitée. Un sens inné de la proportion donne à ce grand bâtiment une cohérence interne et une pureté logique ».
Les critiques modernes font l'éloge du Monadnock Building comme étant l'un des exemples les plus significatifs de l'École de Chicago, aux côtés de bâtiments tels que le Chicago Savings Bank Building (également construit par William Holabird et Martin Roche), le Carson, Pirie, Scott and Company Building (par l'architecte Louis Sullivan), le Second Leiter Building et le Ludington Building (tous deux construits par l'architecte William Le Baron Jenney), le Reliance Building (par les architectes Charles B. Atwood et John Wellborn Root) ou encore le Reid, Murdoch & Co. Building (par l'architecte George C. Nimmons). Le Monadnock Building est qualifié de « triomphe de la conception unifiée », comparable au Marshall Field's Wholesale Store de l'architecte Henry Hobson Richardson, et « d'une des expériences esthétiques les plus excitantes que notre architecture commerciale ait jamais produite ».

## Printing House Row District

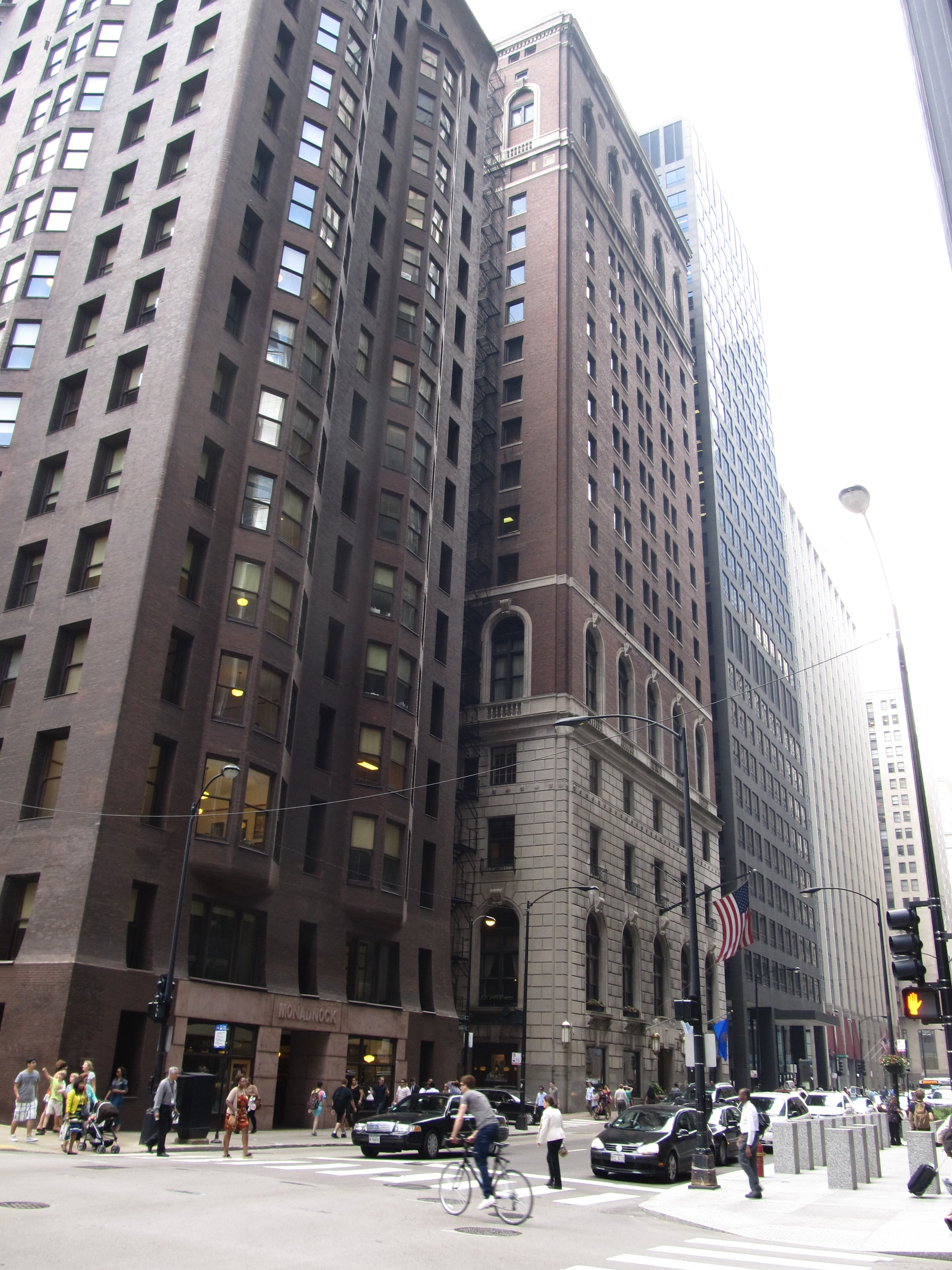
La partie nord du bâtiment, à l'angle de Dearborn Street et Jackson Boulevard, au cœur du Printing House Row District.

Le Monadnock Building fait partie du Printing House Row District, un district historique protégé au titre des Chicago Landmarks qui comprend dans ses limites le Manhattan Building, le Old Colony Building et le Fisher Building, quelques-uns des premiers gratte-ciel de Chicago[réf. incomplète]. Le Manhattan Building, construit par William Le Baron Jenney en 1890, a été le premier bâtiment de Chicago doté d'une ossature métallique intégrale, une innovation que Jenney avait introduite dans le Home Insurance Building en 1884,,,.
Le Manhattan Building, premier bâtiment à atteindre les 16 étages aux États-Unis, était à l'époque « considéré comme un triomphe technique dans le domaine de la construction ». Le Old Colony de 17 étages, construit par Holabird & Roche en 1894, était considéré comme l'un des chefs-d'œuvre structurels de son époque pour sa forme révolutionnaire de portique de contreventement. Sa charpente en acier et son mince mur-rideau en terre cuite permettaient de couvrir les deux tiers de la surface avec du verre.
Le district chevauche géographiquement le quartier de Printer's Row au sud, qui était à l'origine un quartier industriel et un centre de l'imprimerie et de l'édition à Chicago, mais qui est aujourd'hui essentiellement composé de logements résidentiels. Juste au nord du Monadnock Building, de l'autre côté de Jackson Boulevard, se trouve la Federal Plaza qui est entourée par le Dirksen Federal Building et le Kluczynski Federal Building, tous deux conçus par l'architecte Ludwig Mies van der Rohe, et au centre de laquelle se trouve le Flamingo, sculpture monumentale métallique et œuvre d'Alexander Calder. Le district abrite également la plus grande bibliothèque publique du monde, la Harold Washington Library, nommée en l'honneur de Harold Washington, premier maire afro-américain de Chicago, et l'université DePaul (campus de Chicago), la plus grande université catholique d'Amérique.